# 해성중학교 (거제시)
해성중학교(海星中學校)는 대한민국 경상남도 거제시 장승포동에 있는 사립 중학교이다.

## 학교 연혁
- 1952년 10월 7일 : 거제 종합중학교 개교
- 1952년 10월 7일 : 초대 교장 박문선 신부 취임
- 1954년 6월 28일 : 해성중학교 설립인가
- 1960년 7월 20일 : 마전동에서 장승포동 402번지로 이전
- 1977년 12월 8일 : 천주고 부산교구에서 마산교구로 편입
- 1994년 3월 1일 : 학구제 조정으로 남여 공학 실시
- 2016년 7월 6일 : 성지학원 이사장 배기현 주교 취임
- 2020년 3월 1일 : 제19대 이두만 교장 취임
- 2023년 1월 6일 : 제70회 졸업식(총 졸업생 15,068명)
- 2023년 3월 2일 : 신입생 입학식(221명 남 113명, 여 108명)

## 참고 자료
- 해성중학교 - 한국교육학술정보원 학교알리미